# Tour of Qatar
Tour of Qatar är en cykeltävling som hålls årligen i Qatar och är del av UCI Asia Tour. Tävlingen organiseras av Amaury Sport Organisation, som även organiserar Tour de France och Dakarrallyt. Herrarnas tävling har sex etapper. Sedan säsongen 2009 finns det också en kvinnlig variant av tävlingen, Ladies' Tour of Qatar, och har tre etapper.
Tour of Qatar är främst en tävling för spurtare, men det förekommer ofta starka vindar som kan ställa till det för cyklisterna.
Tävlingen startade 2002 och den första vinnaren av tävlingen var tysken Thorsten Wilhelms. Belgaren Tom Boonen är den cyklist som har vunnit tävlingen flest gånger då han har vunnit tre gånger (2006, 2008, 2009). Belgaren har också vunnit spurttävlingen fem gånger (2004, 2005, 2006, 2007, 2008).

## Segrare - Tour of Qatar
| År   | Vinnare            | Tvåa               | Trea                |
| ---- | ------------------ | ------------------ | ------------------- |
| 2002 | Thorsten Wilhelms  | Damien Nazon       | Rudie Kemna         |
| 2003 | Alberto Loddo      | Olaf Pollack       | Ján Svorada         |
| 2004 | Robert Hunter      | Robbie McEwen      | Tom Boonen          |
| 2005 | Lars Michaelsen    | Matti Breschel     | Fabrizio Guidi      |
| 2006 | Tom Boonen         | Erik Zabel         | Aurélien Clerc      |
| 2007 | Wilfried Cretskens | Tom Boonen         | Steven de Jongh     |
| 2008 | Tom Boonen         | Steven de Jongh    | Greg Van Avermaet   |
| 2009 | Tom Boonen         | Heinrich Haussler  | Roger Hammond       |
| 2010 | Wouter Mol         | Geert Steurs       | Tom Boonen          |
| 2011 | Mark Renshaw       | Heinrich Haussler  | Daniele Bennati     |
| 2012 | Tom Boonen         | Tyler Farrar       | Juan Antonio Flecha |
| 2013 | Mark Cavendish     | Brent Bookwalter   | Taylor Phinney      |
| 2014 | Niki Terpstra      | Tom Boonen         | Jürgen Roelandts    |
| 2015 | Niki Terpstra      | Maciej Bodnar      | Alexander Kristoff  |
| 2016 | Mark Cavendish     | Alexander Kristoff | Greg Van Avermaet   |

## Segrare - Ladies' Tour of Qatar
| År   | Segrare      | Tvåa             | Trea         |
| ---- | ------------ | ---------------- | ------------ |
| 2009 | Kirsten Wild | Giorgia Bronzini | Kirsty Broun |